# Kazimierz Drozdowski
Kazimierz Drozdowski (ur. w 1907, zm. w 1993) – polski lekkoatleta, specjalizujący się w biegach sprinterskich, średniodystansowych oraz płotkarskich. Wielokrotny medalista mistrzostw Polski.

## Osiągnięcia
- Mistrzostwa Polski seniorów w lekkoatletyce (7 medali)[2]
  - Warszawa 1928 – srebrny medal w biegu na 400 m przez płotki
  - Królewska Huta 1931 – srebrny medal w biegu na 400 m przez płotki
  - Warszawa 1932 – brązowy medal w biegu na 400 m
  - Białystok 1935 – srebrny medal w biegu na 800 m
  - Warszawa 1938 – brązowy medal w biegu na 400 m
  - Poznań 1939 – brązowy medal w sztafecie 4 × 400 m
  - Kraków 1946 – brązowy medal w biegu na 400 m

- Halowe mistrzostwa Polski seniorów w lekkoatletyce (5 medali)[3]
  - Przemyśl 1933 – brązowy medal w sztafecie 3 × 800 m
  - Przemyśl 1934 – złoty medal w sztafecie 3 × 800 m
  - Przemyśl 1935 – srebrny medal w sztafecie 3 × 800 m
  - Przemyśl 1936 – srebrny medal w sztafecie 6 × 50 m
  - Poznań 1938 – brązowy medal w biegu na 800 m

## Rekordy życiowe
- bieg na 200 metrów
  - stadion – 23,40 (Warszawa 1938)
- bieg na 400 metrów
  - stadion – 50,60 (Królewiec 1938)
- bieg na 1000 metrów
  - stadion – 2:36,90 (Kraków 1937)
- bieg na 400 metrów przez płotki
  - stadion – 58,20 (Królewiec 1938)